# 纳塔莉·朗西安
纳塔莉·朗西安（法語：Nathalie Lancien，1970年3月7日—），法国女子自行车运动员。她曾代表法国参加1996年夏季奥林匹克运动会自行车比赛，获得女子记分赛金牌。她的丈夫弗雷德里克同样也是自行车选手。